# Ptychogena antarctica
Ptychogena antarctica är en nässeldjursart som beskrevs av Browne 1907. Ptychogena antarctica ingår i släktet Ptychogena och familjen Laodiceidae. Inga underarter finns listade i Catalogue of Life.